# New York World Building
El New York World Building fue un rascacielos ubicado en Nueva York, diseñado por el especialista en rascacielos George Browne Post y construido en 1890 para albergar la sede del desaparecido periódico The New York World. Fue demolido en 1955.

## Historia
La construcción del New York World Building comenzó el 10 de octubre de 1889, en el 53-63 Park Row, en la esquina de Park Row y Frankfort Street, ahora cerrada, y fue terminado el 10 de diciembre de 1890. La altura del edificio era de 20 pisos, comparable a 16 a 18 pisos de la actualidad. El edificio también fue conocido como el Pulitzer Building, dado que el dueño del periódico, Joseph Pulitzer (1847-1911), fue quien lo mandó construir. La oficina privada de Pulitzer estaba en el segundo nivel de la cúpula, desde donde se veía sobre el resto de edificios a lo largo de la calle.
Durante el siglo XIX, se construyeron muchos edificios altos por las compañías de periódicos a lo largo de Park Row, al este del Ayuntamiento de Nueva York. Esto se convirtió en una carrera por la construcción del edificio más alto. Algunos de estos competidores fueron el New York Tribune Building (1876) , diseñado por Richard Morris Hunt, el Potter Building (1886), el Park Row Building (1899), y otros dos edificios diseñados por George Post, el St. Paul Building (1895-1898), y el antiguo Times Building (1889). 
El New York World Building fue el edificio más alto de Nueva York por unos cinco años. Fue el primer edificio de la ciudad a superar los 87 metros de la torre de la Trinity Church que, en ese momento, dominaba el horizonte de la ciudad. También apareció en la portada del Almanaque Mundial de 1890 a 1934. 
El edificio fue demolido en 1955 para ampliar la entrada al puente de Brooklyn. Un grupo encabezado por un profesor de periodismo de Columbia compró una de las vidrieras del edificio cuando este fue condenado en 1953 a ser destruido. Actualmente se encuentra expuesta en la Columbia University Graduate School of Journalism, donde sirve como decoración de fondo para diversos eventos, incluyendo la presentación de los Premios Pulitzer.

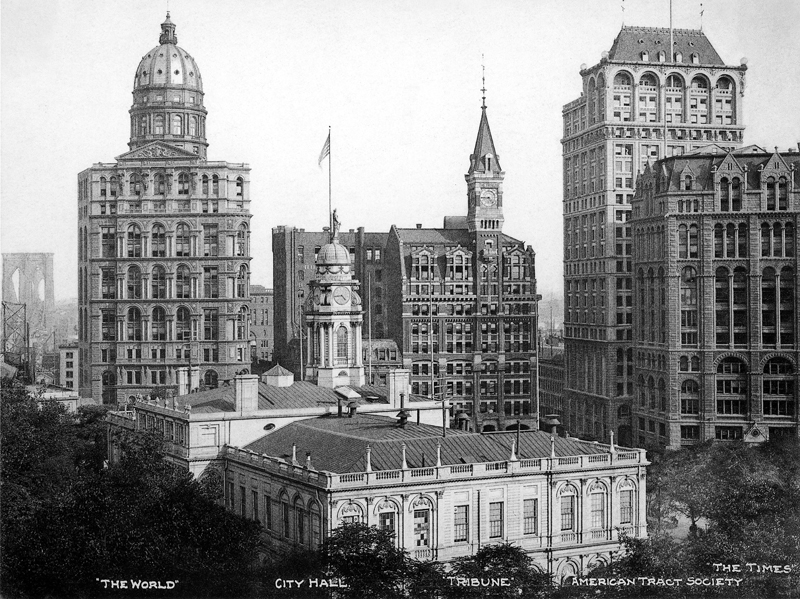
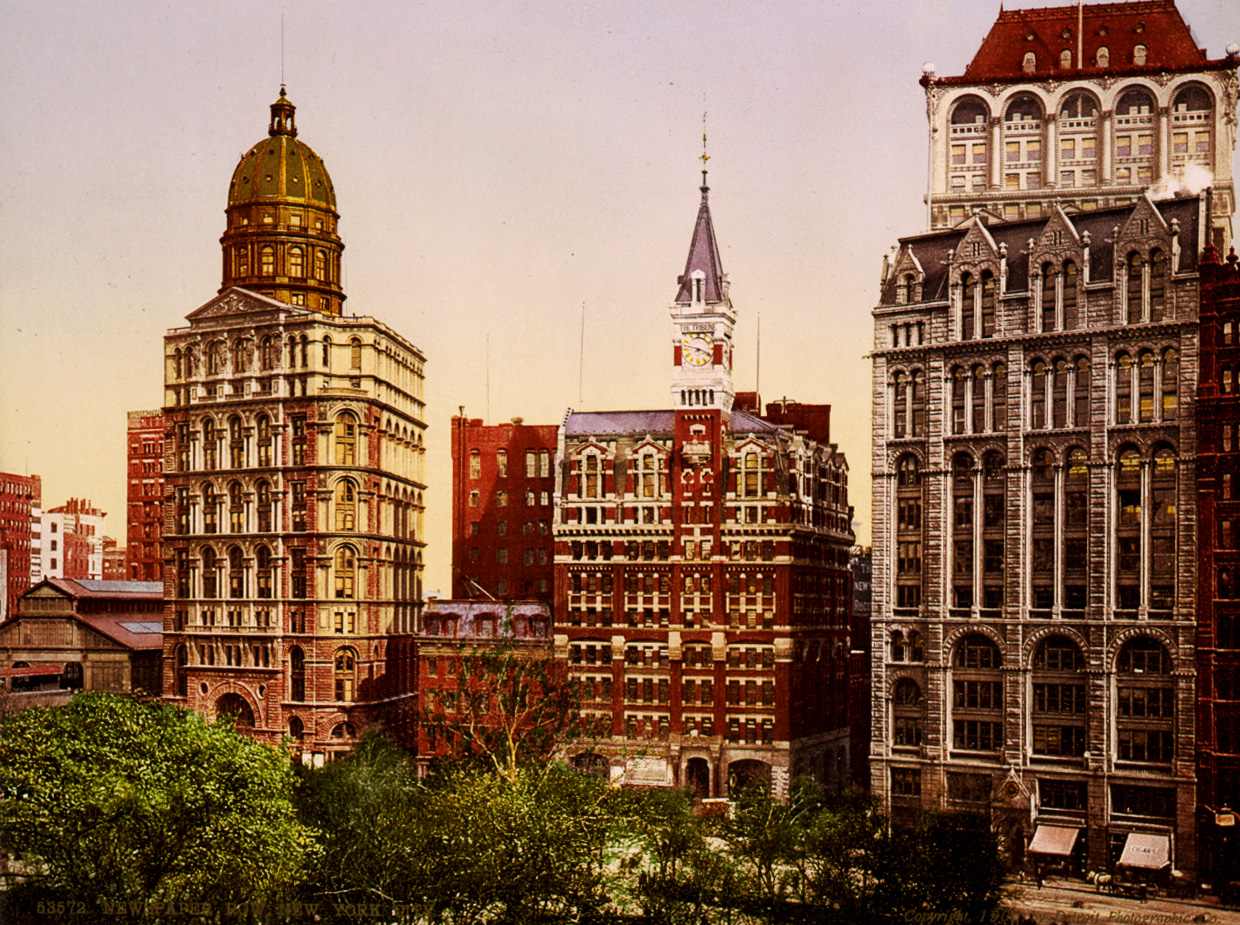

## Sucesión
| Predecesor: - | Edificio más alto de Nueva York, Edificio más alto de los Estados Unidos, Edificio más alto del mundo 1890 - 1894 | Sucesor: Manhattan Life Insurance Building |

- Datos: Q956198
- Multimedia: New York World Building / Q956198